# Seiko Matsuda
Seiko Matsuda (松田 聖子, Matsuda Seiko) (Kurume, 10 maart 1962), geboren als Kamachi Noriko, is een Japanse singer-songwriter en actrice.
Ze was een van de meest populaire idolen in de jaren 80 en verscheen in talloze tv- en radioprogramma's, gaf concerten, en speelde in diverse reclames en films. Matsuda werd door haar lange carrière in 2011 onderscheiden met de "Eternal Idol"-prijs. Ze wist in totaal ruim 29,5 miljoen platen te verkopen.
Matsuda's dochter Sayaka Kanda werd eveneens een bekend popidool in Japan. Na een relatiebreuk deed ze een zelfmoordsprong door van de 14e verdieping van het Chuo Ward Sapporo Hotel te springen.

## Discografie (selectie)
- Squall (1980)
- Silhouette (1981)
- Utopia (1983)
- Tinker Bell (1984)
- "The 9th Wave" (1985)
- Supreme (1986)
- Eternal (1991)
- A Time For Love (1993)
- Was It The Future (1996)

- Forever (1998)
- Area62 (2002)
- Fairy (2005)
- Cherish (2011)
- Shining Star (2016)
- Daisy (2017)
- Merry-go-round (2018)
- Seiko Matsuda 2021 (2021)

## Filmografie (selectie)
- Nogiku no Haka (1981)
- Karibu Ai no Symphony (1985)
- Final Vendetta (1996)
- Sennen no Koi Story of Genji (2001)
- Grave of the Fireflies (2008)
- Ramen Teh (2018)